# دونكي كونغ كانتري
دونكي كونغ كانتري (بالإنجليزية: Donkey Kong Country)‏ هي لعبة منصات صدرت عام 1994 طورتها راير ونشرتها نينتندو لمشغل سوبر نينتندو إنترتينمنت سيستم (سوبر نينتندو). هي إعادة إصدار لسلسلة دونكي كونغ من نينتندو وتتبع اللعبة الغوريلا دونكي كونغ وابن أخيه ديدي كونغ أثناء انطلاقهما لاستعادة كنز الموز المسروق من كينغ ك. روول وكريملينغز. في 40 مستوى من مستويات التمرير الجانبي، يجمع اللاعب العناصر ويهزم الأعداء والرؤساء ويعثر على الأسرار في رحلتهم لهزيمة ك. روول. في أوضاع اللعب الجماعي، يمكن للاعبين العمل معًا بشكل تعاوني أو التسابق مع بعضهما البعض.
بعد تطوير العديد من ألعاب نينتندو إنترتينمنت سيستم في الثمانينيات، اشترت راير، وهو استوديو بريطاني أسسه تيم وكريس ستامبر، محطات عمل سيليكون غرافيكس لتقديم نماذج ثلاثية الأبعاد. اشترت نينتندو، التي كانت تسعى للحصول على لعبة تنافس لعبة سيجا علاء الدين (1993)، حصة أقلية كبيرة في الشركة. كُلِّفَت راير بإحياء سلسلة دونكي كونغ الخاملة، وقامت بتجميع 12 مطورًا للعمل على اللعبة على مدار 18 شهرًا. استُلهِمت دونكي كونغ كانتري من سلسلة سوبر ماريو وكانت واحدة من أولى ألعاب المشغلات المنزلية التي تتميز برسومات معروضة مسبقًا، والتي حُقَِقَت من خلال تقنية ضغط سمحت لراير بتحويل النماذج ثلاثية الأبعاد إلى سوبر نينتندو بدون فقدان الكثير من التفاصيل. كانت أيضًا أول لعبة دونكي كونغ لم تُنتَج أو تُخرَج من قبل المبدع شيغيرو مياموتو، على الرغم من أنه ساهم بأفكار التصميم.
بعد إعلانها في معرض الإلكترونيات الاستهلاكية في يونيو 1994، كانت دونكي كونغ كانتري منتظرًة للغاية ومدعومًة بحملة تسويقية كبيرة كلفت 16 مليون دولار في أمريكا وحدها. صدرت في نوفمبر 1994 لإشادة وبيع 9.3 مليون نسخة في جميع أنحاء العالم، مما يجعلها ثالث أكثر لعبة مبيعًا على السوبر نينتندو. أشاد النقاد بصورتها باعتبارها رائدة وأشادوا بطريقة اللعب وقيمة إعادة التشغيل والموسيقى. فازت اللعبة بالعديد من الجوائز، وعلى الرغم من أن بعض النقاد الاستعاديين وصفوها بأنها مبالغ فيها، إلا أنها كثيرًا ما يُشار إليها باعتبارها واحدة من أعظم ألعاب الفيديو في كل العصور. نُقِلَت اللعبة إلى العديد من المشغلات، بما في ذلك مشغلات غيم بوي المحمولة وخدمات التوزيع الرقمية.
كانت اللعبة أساسيًة في الحفاظ على شعبية سوبر نينتندو عندما كان اللاعبون ينتقلون إلى مشغلات أكثر تقدمًا، مثل بلاي ستيشن من سوني. كما ساعدت في تأسيس راير كواحدة من المطورين الرائدين في صناعة ألعاب الفيديو وأعادت تأسيس دونكي كونغ باعتبارها سلسلًة رئيسيًة لنينتندو. طورت راير تكملة لسوبر نينتندو، دونكي كونغ كانتري 2: ديدي كونغ كويست (1995) ودونكي كونغ كانتري 3: ديكسي كونغز دبل تربلز (1996). بعد فترة توقفت راير عن التطوير، لأن مايكروسوفت اشترت حقوق راير المنافسة لنينتندو، أعادت ريترو ستوديوز إحياء السلسلة مع دونكي كونغ كانتري ريترنز (2010) للوي ودونكي كونغ كانتري: تروبيكال فريز (2014) للوي يو.

## أسلوب اللعب

شخصية اللاعب، ديدي كونغ، يقفز على كريملينغ في المستوى الأول من دونكي كونغ كانتري، «جنغل هيجينكسس»

دونكي كونغ كانتري هي لعبة منصات للتمرير الجانبي حيث يجب على اللاعب إكمال 40 مستوى لاستعادة كنز موز الكونغز، الذي سرقها تماسيح الكريملينغز. تتميز اللعبة بأوضاع فردية وجماعية. في الوضع الفردي، يتحكم اللاعب في واحدة من شخصيتين: الغوريلا دونكي كونغ أو ابن أخيه القرد ديدي كونغ، بالتبديل بين الاثنين حسب الضرورة. تقدم كلا الشخصيتين سمات مختلفة: دونكي أقوى ويمكنه هزيمة الأعداء بسهولة أكبر، بينما يتحرك ديدي بشكل أسرع وأكثر رشاقة. يمكن لكل من الكونغز القابلين للعب المشي والجري والقفز والدحرجة والتقاط ورمي أشياء معينة، بينما يستطيع دونكي قصف التضاريس لهزيمة الأعداء أو العثور على العناصر. تتضمن أوضاع تعدد اللاعبين وضع «المسابقة» التنافسي أو وضع «الفريق» التعاوني. في المسابقة، يتحكم كل لاعب في مجموعته الخاصة من الكونغز ولكن بألوان مختلفة للتمييز بين اللاعبين والتناوب في لعب كل مستوى بأسرع ما يمكن؛ الهدف هو إكمال معظم المستويات في أسرع وقت. في وضع الفريق، يأخذ كل لاعب دور أحد اثنين من الكونغز ويلعب كتاغ تيم.
يتنقل اللاعب عبر اللعبة عبر شاشتين للعبة: خريطة العالم العلوي وملعب ذو تمرير جانبي يشتمل على غالبية اللعبة. تعرض خريطة العالم الخارجي تمثيلًا علويًا لجزيرة دونكي كونغ وتوفر الوصول إلى المستويات. يتم تمييز كل مستوى على الخريطة برمز: المستويات غير المكتملة يتم تمييزها بواسطة الكريملينغز، بينما يتم تمييز المناطق المكتملة بواسطة دونكي أو ديدي. سمنح العالم العلوي اللاعب أيضًا فرصة زيارة أعضاء آخرين من عائلة كونغ: يدير فانكي كونغ خدمات الطيران التي تتيح للاعب التنقل ذهابًا وإيابًا بين مناطق مختلفة من اللعبة، والقفز في «براميل حفظ» كاندي كونغ يمنح اللاعب فرصة لإنقاذ تقدمهم، ومواجهة كرانكي كونغ في كابينته تزود اللاعب بالنصائح وفكاهته التي تكسر الجدار الرابع.
تتم غالبية اللعبة في مستويات خطية، مليئة بالعقبات والأعداء المختلفة، والتي تتضمن في الغالب للاعب اجتياز المراحل عن طريق الجري أو القفز أو هزيمة الأعداء بالقفز على رؤوسهم أو التدحرج عليهم. إذا تعرض اللاعب للضرب من قبل عدو، فإن كونغ الرائد يركض خارج الشاشة، مما يمكّن اللاعب تلقائيًا من السيطرة على الآخر. سيكونون قادرين فقط على السيطرة على ذلك كونغ ما لم يحرروا كونغ الآخر من برميل. يُمنح اللاعب عددًا من الأرواح التي تُفقد إذا اتصل كل من دونكي وديدي بالعدو أو وقعوا في حفر لا نهاية لها. تنتهي اللعبة عندما تنفد حياة اللاعب، على الرغم من أنهم قد يواصلون لعبتهم من آخر نقطة حفظ. تتميز بعض المستويات بميكانيكا فريدة مثل الركوب في عربات المناجم، أو إطلاق المدافع البرميلية، أو التأرجح من كرمة إلى كرمة. يحتوي كل مستوى على عناصر مختلفة ليجمعها اللاعب؛ وتشمل هذه الأحرف الموز، والأحرف الذهبية التي توضح K-O-N-G، وبالونات الحياة الإضافية، ورموز الحيوانات الذهبية التي تؤدي إلى مراحل إضافية. جمع 100 موزة أو كل أحرف K-O-N-G الأربعة سيمنح اللاعب حياة إضافية على التوالي. هناك أيضًا مسارات سرية تؤدي إلى ألعاب إضافية حيث يمكن للاعب كسب المزيد من الأرواح أو عناصر أخرى، بالإضافة إلى اكتساب اختصارات محتملة عبر المستوى. يحتوي كل جزء من الخريطة على رئيس واحد في النهاية، والذي يجب هزيمته للتقدم عبر أجزاء مختلفة من العالم العلوي.
في مستويات معينة، يمكن للاعب الحصول على مساعدة من «رفاق الحيوانات» الخمسة الذين عُثِروا عليهم من خلال فتح الصناديق الفريدة من نوعها. توفر الحيوانات النعم مثل السرعة الزائدة أو ارتفاع القفز. يمكن العثور على كل حيوان في مستوى ذي موضوع مناسب: على سبيل المثال، إنغواردي، سمكة أبو سيف التي يمكنها هزيمة الأعداء بمنقارها، لا يمكن العثور عليها إلا تحت الماء، بينما يوجد سكواكس، ببغاء يحمل فانوس، في مستوى كهف واحد. من بين «رفاق الحيوانات» الآخرين رامبي، وحيد القرن القوي الذي يمكنه الهجوم على الأعداء وكسر الأبواب السرية المفتوحة، وإكسبريسو، وهو نعامة تمكن الكونغز من القفز عالياً والانزلاق في الهواء، ووينكي، وهو ضفدع يمكنه القفز أعلى من أي ضفدع. حيوان. يمكن للاعب استخدام كل حيوان لكامل المستوى ما لم يصطدم بالعدو.

## الحبكة
دونكي كونغ كانتري هي ريبوت لسلسلة دونكي كونغ، عُيِّنَت بعد فترة طويلة من أحداث دونكي كونغ (1981) ودونكي كونغ جونيور (1982). يكبر دونكي كونغ الأصلي، وينتقل إلى جزيرة دونكي كونغ، ويأخذ لقب كرانكي كونغ، ويمرر اسم «دونكي كونغ» إلى حفيده. ذات ليلة، غزت عائلة كريملينغز، بقيادة كينغ ك. روول، جزيرة دونكي كونغ وسرقوا كنز الكونغز من الموز. ينطلق دونكي، جنبًا إلى جنب مع ابن أخيه ديدي، في رحلة لاستعادة كنز الموز وهزيمة الكريملينغز.
يسافر الاثنان من الكونغز في جميع أنحاء جزيرة دونكي كونغ، ويقاتلون الكريملينغز وأتباعهم، قبل الوصول إلى سفينة ك. روول للقرصنة، غانغ-بلانك غالون (بالإنجليزية: Gang-Plank Galleon)‏. يواجه الاثنان ك. روول وهزيمته على ما يبدو، ويبدآن لفة ائتمان وهمية تدعي أن كريملينغز طوروا اللعبة، لكن ك. روول يعود لمواصلة القتال. ومع ذلك، ثابر الكونغز، وحتى هزموا ك. روول واستعادوا كنز الموز.

## الخلفية
قبل دونكي كونغ كانتري، كانت سلسلة دونكي كونغ خامدًة إلى حد كبير منذ الإصدار غير الناجح لدونكي كونغ 3 في عام 1983. أعلن دليل نينتندو بلايرز غايد الرسمي لعام 1987 عن إحياء السلسلة لمشغل نينتندو إنترتينمنت سيستم، بعنوان ريترن أوف دونكي كونغ، لكن اللعبة لم تصدر قط. بصرف النظر عن المظاهر العرضية في الألعاب الأخرى وإعادة إصدار لعبة دونكي كونغ الأصلية لعام 1994 للمشغل المحمول من نينتندو، غيم بوي، لم تُرَى شخصية دونكي كونغ في ألعاب الفيديو منذ ما يقرب من عقد من الزمان. الصحفي جيريمي باريش، الذي يكتب ليو إس غيمر، وصف هذا بأنه «تطور مخزي» لما كان في يوم من الأيام أحد أكثر شخصيات ألعاب الفيديو شهرة.

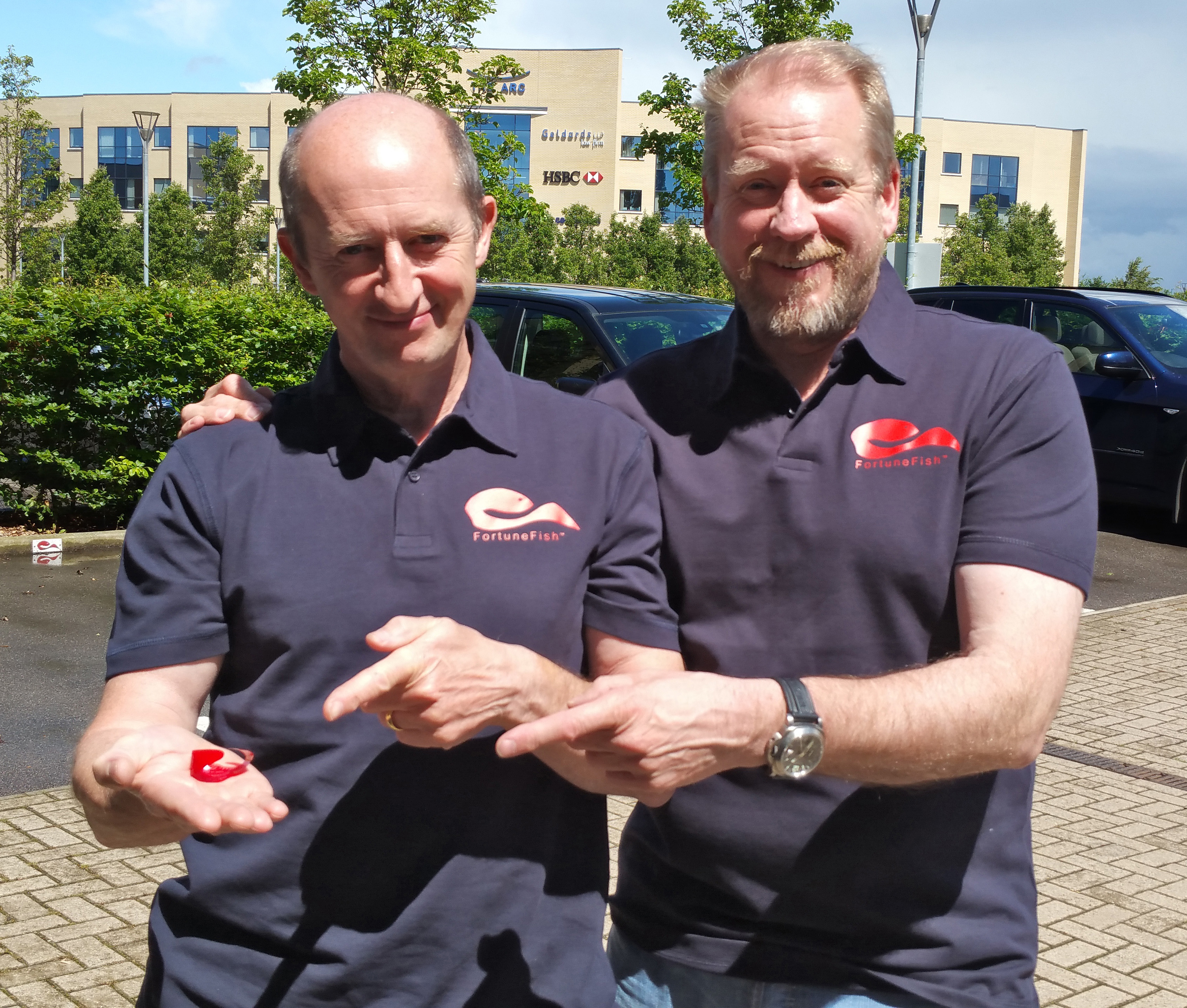
مؤسسان راير تيم وكريس ستامبر في عام 2015.

في عام 1985، قام الأخوان تيم وكريس ستامبر المطورون البريطانيون الذين أسسوا سابقًا استوديو ألعاب الحاسوب البريطاني ألتميت بلاي ذا غيم، بتأسيس شركة راير للتركيز على سوق مشغلات ألعاب الفيديو اليابانية المزدهرة. رفضت نينتندو جهود الأخوين من أجل الشراكة في عام 1983، مما دفع كريس ستامبر إلى دراسة مشغلات نينتندو إنترتيمنت سيستم لمدة ستة أشهر. ادعت نينتندو أنه من المستحيل عكس هندسة المشغل، لكن راير تمكنت من القيام بذلك، وأعدت العديد من العروض التوضيحية التقنية وعرضتها على المدير التنفيذي لشركة نينتندو مينورو اراكاوا في كيوتو. أعجبت نينتندو بميزانية غير محدودة وواصلت راير تطوير أكثر من 60 لعبة من ألعاب نينتندو إنترتينمنت سيستم، والتي تضمنت سلسلة باتل تودز ونسخ معاد إصدارها للألعاب مثل ماربل مادنس عام 1982. حقق إنتاج الشركة من ألعاب نينتندو إنترتينمنت سيستم أرباحًا هائلة، لكنه أظهر القليل من الإبداع.
عندما صدر خليفة نينتندو إنترتينمنت سيستم، مشغل سوبر نينتندو إنترتينمنت سيستم (سوبر نينتندو)، في عام 1991، قررت راير الحد من إنتاجها، وحوالي عام 1992، استثمرت أرباح نينتندو إنترتينمنت سيستم في محطات عمل سيليكون غرافيكس لتقديم نماذج ثلاثية الأبعاد. تحمل راير مخاطر مالية كبيرة في شراء محطات عمل سيليكون غرافيكس، حيث تكلف كل منها 80.000 جنيه إسترليني. جعلت هذه الخطوة راير المطور الأكثر تقدمًا من الناحية التكنولوجية في المملكة المتحدة ووضعها في مكانة عالية في السوق الدولية. نادرًا ما اختبرت تقنية سيليكون غرافيكس مع باتل تودز آركيد (1994) وبدأت في تطوير لعبة فيديو للملاكمة، بروت فورس، باستخدام باورأنيميتور. في ذلك الوقت، أرادت شركة نينتندو أن تنافس لعبة سيجا علاء الدين (1993)، والتي تضمنت رسومًا لرسامي الرسوم المتحركة من ديزني، لذلك قامت راير، في صيف عام 1992، بإبلاغ نينتندو بتجارب سيليكون غرافيكس الخاصة بها. صُدمت نينتندو من قبل بروت فورس واشترت حصة 25 في المائة في الشركة التي زادت تدريجياً إلى 49 في المائة - مما جعل راير مطورًا طرفًا ثانيًا وأدى إلى تطوير دونكي كونغ كانتري. المصمم كيفن بايليس، بعد اجتماع، أخبره تيم ستامبر أن نينتندو تريد إحياء دونكي كونغ لجمهور العصر الحديث.
تشير بعض المصادر، بما في ذلك مصمم الشخصيات ستيف مايلز والمبرمج الرئيسي كريس ساذرلاند، إلى أن تطوير دونكي كونغ كانتري بدأ بعد أن عرضت راير لنينتندو كتالوجها من الشخصيات لإنشاء لعبة باستخدام تقنية سيليكون غرافيكس، واختار ستامبرز دونكي كونغ. بالمقابل، ذكر المصمم الرئيسي وشقيق ستيف مايلز غريغ مايلز أن نينتندو هي التي طلبت لعبة دونكي كونغ.

## التطوير

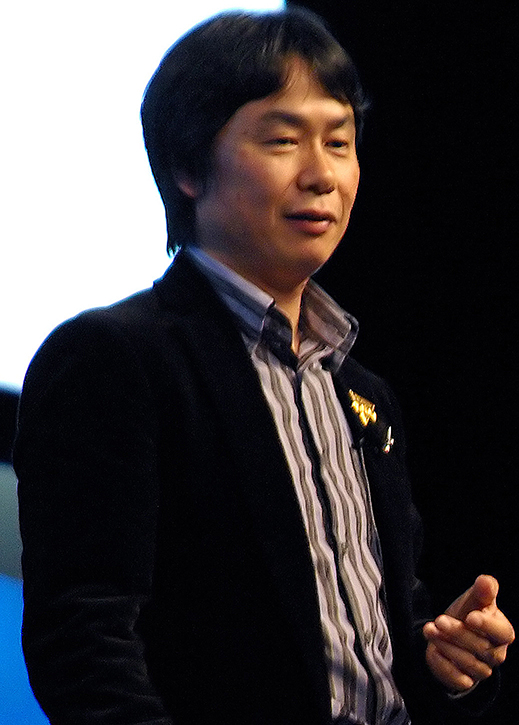
على الرغم من أن منشئ سلسلة دونكي كونغ شيغيرو مياموتو (في الصورة عام 2007) لم يعمل خاصة على دونكي كونغ كانتري، ولكنه شارك طوال عملية التطوير وساهم بأفكار التصميم.

طورت دونكي كونغ كانتري على مدار 18 شهرًا، مع بدء البرمجة حوالي أغسطس 1993. كان لديها ميزانية تطوير تقدر بمليون دولار. راير شكل فريق من 12 شخصًا؛ وفقًا لمدير المنتج دان أوسن، عمل 20 شخصًا في دونكي كونغ كانتري طوال فترة التطوير. كان العرض الأول قابلاً للتشغيل بحلول نوفمبر 1993. جعل الموظفون دونكي كونغ كانتري لعبة منصات للتمرير الجانبي لأنهم نشأوا وهم يلعبون ألعاب سوبر ماريو من نينتندو وأرادوا تقديم لقطة «حديثة» خاصة بهم. في ذلك الوقت، كانت دونكي كونغ كانتري تتمتع بأكبر عدد من ساعات العمل التي استثمرها فيها لعبة فيديو، 22 سنة. في عام 2019، صرح غريغ مايلز أن عدد الساعات التي يقضيها الفريق في دونكي كونغ كانتري سيكون مستحيلًا في صناعة الألعاب الحديثة. وأشار إلى أن تطوير اللعبة كان أكثر من مجرد هواية في ذلك الوقت، نظرًا لأن عددًا كبيرًا من موظفي راير كانوا صغارًا و«شعرنا وكأننا قد أتيحت لنا الفرصة لعمل شيء رائع، وهذا كل ما كنا نحاول القيام به».
على الرغم من أن نينتندو عادة ما تحمي بشكل كبير ملكياتها الفكرية، إلا أنها كانت غير متورطة نسبيًا مع دونكي كونغ كانتري، تاركة معظم العمل لراير. كان تيم ستامبر وغريغ مايلز هما موظفان راير الوحيدان اللذان كان لهما روابط مهمة مع نينتندو خلال المشروع. كانت دونكي كونغ كانتري أول لعبة دونكي كونغ لم تُخرَج أو تُنتَج من قبل منشئ السلسلة شيغيرو مياموتو، الذي كان يعمل في سوبر ماريو ورلد 2: يوشيز آيلاند (1995) في ذلك الوقت. ومع ذلك شارك بأفكار التصميم.

### التصميم
تأثر تصميم المستوى بشدة بسوبر ماريو برذرز 3 (1988). قال غريغ مايلز إنه يريد أن يصنع لعبة «سهلة الالتقاط» لكنها ستتدفق بسلاسة إذا مارس اللاعب. على هذا النحو، وٌضِعَت أشياء مثل الأعداء والحبال المتأرجحة ومدافع البراميل بحيث يمكن للاعبين التحرك باستمرار عبر المستوى كما لو كانوا يصعدون الدرجات. صُمِّمَت المستويات باستخدام ملاحظات بوست-إت التي قام الفريق بتجميعها معًا. لاحظ غريغ مايلز أن الملاحظات اللاصقة حافظت على التصميم «مرنًا» وجعلت من السهل إلغاء الأخطاء. بدأ الفريق في تصميم المستويات من خلال إنشاء ميزة سائدة (مثل الحبال المتأرجحة)، قبل تحديد استخدامات الميزة. كما قال غريغ مايلز، «لقد تم ذلك نوعًا من خلال وضع إطار العمل في مكانه أولاً، ثم سد الثغرات لاحقًا». تمت إضافة مناطق سرية أثناء تصميم المستويات على ملاحظات بوست-إت والمستوحاة من سوبر ماريو وأفلام إنديانا جونز.
تغيرت هجمات شخصية اللاعب بشكل كبير أثناء التطوير. قال غريغ مايلز إن الفريق أراد حركات ستكون «مبدعة». ولأنه أراد أن تكون اللعبة سريعة، فإن الهجمات يجب أن تتناسب مع أسلوب اللعب السريع. ثبت أن اختيار هجوم مرضٍ يمثل تحديًا؛ ذكر غريغ مايلز أن الفريق نظر في ستة هجمات مختلفة على الأقل، مثل الانزلاق والهجوم «الوثب». قطعت إحدى الهجمات، التي حطم فيها دونكي كونغ قبضته على رأس العدو للقفز، لأنها أوقفت تدفق اللعبة. أصبحت حركات القطع شائعة جدًا لدرجة أنه كلما قٌطِّعَ أحدهم، كان ستيف مايلز يعزف أغنية كوين «آخر واحد بايتس ذا داست» على قرص مضغوط. استقرت راير أخيرًا على اللف، والتي لاحظ غريغ مايلز أنها تعمل بشكل مشابه لكرة البولينغ. نُقِذَت القدرة على القفز في الهواء أثناء التدحرج لأن المطورين وجدوا أنه من السهل السقوط عن طريق الخطأ من الحافة أثناء التدحرج. وجد غريغ مايلز التغيير مفيدًا، لذلك قام بدمجه في تصميم المستوى.
خٌطَِطَ للعب التعاوني المتزامن ولكن أٌلغي بسبب قيود الوقت والأجهزة. وفقًا لغريغ مايلز، كان وجود لاعبين على شاشة واحدة أمرًا صعبًا، بينما كان تعدد اللاعبين على الشاشة المنقسمة غير ممكن. يتعارض اللعب المتعدد في وقت واحد أيضًا مع رؤيته للعبة السريعة. قال مايلز إنه إذا كان سيعيد تشكيل دونكي كونغ كانتري، فإنه يريد تنفيذ طريقة اللعب المتزامنة. خطط الفريق لجعل دونكي كونغ يرتدي قبعة صلبة في مستويات الألغام، ولكن استُبدِلَ هذا بالببغاء سكواكس بسبب قيود لوح الألوان ومشاكل الرسوم المتحركة. اضطر ساذرلاند أيضًا إلى قطع العديد من الرسوم المتحركة لكينغ ك. روول من أجل قتال الرئيس الأخير للحفاظ على معدل إطارات جيد، مما أثار استياء ستيف مايلز. قال المبرمج بريندان غن إن معظم الأشخاص الذين أُلغوا كانت المفاهيم طفيفة، ولم يأسف إلا لأن دونكي كونغ يمشي عبر خطوط منقطة «كسولة» بدلاً من المسارات على خريطة العالم.
بمراجعة اللعبة للإصدار، وجهت نينتندو راير لتقليل صعوبة جذب جمهور عريض بشكل كبير؛ اعتقدت نينتندو أن الأسرار العديدة ستوفر تحديًا كافيًا للاعبين المتشددين. في هذه المرحلة، قدم مياموتو بعض الاقتراحات في اللحظة الأخيرة، مثل حركة «صفعة اليد» التي قام بها دونكي كونغ، والتي دٌمِجَت في اللعبة. ذكر غريغ مايلز أن مدخلات نينتندو كانت داعمة ومفيدة، حيث كان فريق راير غير متمرس.

### الشخصيات

تطوير إعادة تصميم رسم شخصية دونكي كونغ: (في اليسار) رسم مياموتو، و(في الوسط) رسم راير، و(في اليمين) الرسم النهائي.

كان بايليس مسؤولاً عن إعادة تصميم دونكي كونغ، وأراد أن يكون التصميم مبسطًا ومدمجًا. كٌبِرتَ الميزات لجعلها أكثر وضوحًا، بينما أٌخِذَ عينيه من تصميمات باتل تودز الخاصة ببايليس. ساهم ستيف مايلز بفمه، والذي شكل الأساس لتصاميم الشخصيات الأخرى. اقترح مياموتو ربطة العنق الحمراء في رسم توضيحي بالفاكس، لأنه أراد أن يكون للشخصية قطعة مميزة من الملابس مثل قبعة ماريو. كان دونكي كونغ في الأصل يحتوي على ثلاثة أصابع فقط لكل يد، ولكن أُضيفَ الرابع عندما أبلغت نينتندو راير أن الأفراد الذين لديهم ثلاثة أصابع مرتبطون عادةً بالياكوزا في اليابان. لتطوير حركات دونكي كونغ، قضى فريق راير ساعات في حديقة حيوان تويكروس المجاورة يشاهد الغوريلا ويصورها بالفيديو، لكنهم وجدوا أن حركاتهم غير مناسبة للعبة سريعة، وبدلاً من ذلك استندوا في الرسوم المتحركة بشكل غير محكم إلى عدو حصان.
جاءت فكرة وجود رفيق لدونكي كونغ من بحث راير عن ميكانيكيا ألعاب يشبه نظام القوة لسلسلة سوبر ماريو؛ قال غريغ مايلز «اعتقدنا أن شخصية ثانية يمكن أن تؤدي هذه الوظيفة، وأن تبدو رائعة بصريًا وتعطي اللاعب شعورًا بأنهم ليسوا بمفردهم». قصد غريغ مايلز في البداية أن يكون الشريك دونكي كونغ جونيور وأنشأ ديدي كونغ كإعادة تصميم للشخصية. ومع ذلك، اعتبرت نينتندو إعادة التصميم خروجًا كبيرًا عن الأصل، وطلبت من راير إما إعادة صياغتها أو تقديمها كشخصية جديدة. شعر مايلز أن إعادة التصميم تلائم عالم دونكي كونغ المحدث، لذلك اختارت جعلها شخصية جديدة. كانت تسمية الشخصية تمثل تحديًا، وأسقط مايلز «دينكي كونغ» المفضل لديه بعد مشاكل حقوق النشر مع دينكي تويز.
ابتكر ستيف مايلز شخصيات كونغ الجديدة الأخرى باستخدام نموذج دونكي كونغ كقاعدة. على سبيل المثال، ابتكر فانكي كونغ من خلال أخذ نموذج دونكي كونغ وإضافة أسنان ونظارات شمسية ومنديل. قال غريغ مايلز إن الفريق فعل ذلك لعدم التفكير كثيرًا في إنشاء الشخصيات، فقط الرغبة في تشكيل فريق عمل متنوع. كان رفقاء الحيوانات، مثل رامبي وحيد القرن، امتدادًا لوظيفة ديدي كقوة. قٌطِعَ عدد من رفقاء الحيوانات، مثل البومة التي قدمت النصائح، والتي أعيد تصميمها باسم كرانكي كونغ. كان من المفترض أن يكون كرانكي، الذي اعتبرتها راير شخصية دونكي كونغ من ألعاب الصالات، شخصية تعود إلى «العصور القديمة». كتب حوار كرانكي غريغ مايلز وكريس ستامبر؛ جاءت سخرية جافة من روح الدعابة البريطانية لراير. راير تجنبت ذكر أن كرانكي كان دونكي كونغ الأصلي في اللعبة والمواد التسويقية، خوفًا من أن نينتندو لن توافق على الفكرة.
نظرًا لأن سلسلة دونكي كونغ لم تكن لديها الكثير من الكون الراسخ، فقد أعطت نينتندو حرية راير لتوسيعه.ا اعتبر راير في البداية استخدام شخصية واريو كخصم وطور قصة سرق فيها آلة الزمن من ماريو، لكن نينتندو أمرت راير بإنشاء شخصيات أصلية بدلاً من ذلك. أٌنشِئَت شخصيات كينغ ك. روول والكريملينغز في الأصل لجوني بلاستوف وكريملينغ أرمادا، وهي لعبة مغامرات ملغية مخططة لحواسيب ماكنتوش. عندما بدأ تطوير دونكي كونغ كانتري، أعاد ستيف مايلز صياغة الكريملينغز لعالم دونكي كونغ. كان الكريملينغ يستخدمون في الأصل أسلحة واقعية، مثل البنادق، لكن هذا يتعارض مع نبرة اللعبة الخفيفة. كما أراد غريغ مايلز أن يبدو ك. روول والكريملينغز غير أكفاء، مثل شخصيات الرسوم المتحركة الشريرة ديك داستاردلي وماتلي.

### الفن
كانت دونكي كونغ كانتري واحدة من الألعاب الأولى لمشغلات ألعاب الفيديو المنزلية السائدة لاستخدام رسومات ثلاثية الأبعاد معروضة مسبقًا، وهي تقنية مستخدمة في أوائل عام 1993 في اللعبة الفنلندية ستاردست لمشغل أميغا. طورت راير تقنية الضغط التي سمح للفريق بدمج المزيد من التفاصيل والرسوم المتحركة لكل نقش لمساحة ذاكرة معينة، مما يحافظ بشكل أفضل على الرسومات المعروضة مسبقًا. أطلقت نينتندو وراير على اقنية إنشاء رسومات اللعبة أدفانسد كومبيوتر موديلنغ (أيه سي إم). دفع هذا أجهزة سوبر نينتندو إلى أقصى حدودها وكان هناك قلق من أنه سيكون من المستحيل ضغط النماذج المقدمة من سيليكون غرافيكس، والتي استخدمت الملايين من الألوان، إلى 15 لونًا من سوبر نينتندو. احتلت شاشة سيليكون غرافيكس واحدة ذاكرة أكبر من خرطوشة سوبر نينتندو 32 ميغابايت بأكملها؛ قارنها غريغ مايلز بتحويل أحجية من مليون قطعة إلى 1000 أو 100 قطعة واحدة. وصف نقل الخلفيات إلى اللعبة بأنه «لعنة المشروع» وقضى «الآلاف من ساعات»في محاولة لتقسيم الصور إلى بلاطات لتناسب خرطوشة سوبر نينتندو. كانت عقلية الفريق هي محاولة ضغط صور سيليكون غرافيكس وتنفيذها حتى لو بدت مستحيلة.
بدأ الفنانون بتقديم الشخصيات في نيربس باستخدام باورأنيميتر وإضافة الزخارف. سيقومون بعد ذلك بإنشاء الرسوم المتحركة وعرضها إطارًا تلو الآخر، قبل ضغطها لاستخدامها في اللعبة. عُولِجَت عملية أيه سي إم بواسطة حاسوب معين له أداة ملكية خاصة مماثلة لديلوكس باينت. كان التكيف مع محطات عمل سيليكون غرافيكس المتطورة أمرًا صعبًا؛ قال ستيف مايلز إن لديهم «منحنى تعليمي حاد حقًا». استخدم ثلاثة مبرمجين الآلات باستخدام دليل مستخدم ضخم «لم يكتب من وجهة نظر الفنان». لم يكن الإنترنت موجودًا في ذلك الوقت، لذلك كان على راير أن تعمل من الصفر. استغرق نموذج واحد ساعات لتقديمه، حتى يترك الفريق أجهزة الحواسيب تعمل طوال الليل. في بعض الأحيان، يغلق الفنانون أسفل أجهزة الحواسيب الخاصة بالفنانين الآخرين في منتصف العملية حتى يتمكنوا من تقديم نماذجهم. تطلبت ماكينات سيليكون غرافيكس وحدة تكييف هواء ضخمة لمنع ارتفاع درجة الحرارة، بينما عمل الفريق في حرارة الصيف دون تخفيف. أشارت شائعة إلى أن وزارة الدفاع حققت مع راير بشأن عدد محطات العمل المتقدمة؛ على الرغم من أن غريغ مايلز قال إن هذا غير صحيح، إلا أن راير تلقت شكاوى بخصوص مقدار الطاقة المستخدمة في أجهزة سيليكون غرافيكس. كما فقدت مزرعة راير حيث طٌوِّرَت اللعبة قوتها بشكل متكرر، مما أدى إلى حيرة لوحة الكهرباء. كان ساذرلاند مسؤولاً عن تنفيذ الرسومات داخل اللعبة ووجد أنه كان عليه تقليل إطارات الشخصيات في الرسوم المتحركة.
لعرض الدقة الرسومية وإغراق اللاعب في اللعبة، اختار راير عدم تضمين شاشة عرض فردية، مع ظهور معلومات مثل الموزة الخاصة باللاعب وتعداد الحياة فقط عندما يكون ذلك مناسبًا. سمحت الرسومات المعروضة مسبقًا بأسلوب فني أكثر واقعية، لذلك قام الفريق بدمج ما كان يمكن أن يكون ببساطة منصات عائمة في ألعاب سوبر ماريو في البيئة المحيطة. على سبيل المثال، اتخذت المنصات مظهر الأشجار في الأدغال أو الممرات في المناجم. نادرًا ما حاول أيضًا الحفاظ على مظهر المستويات متسقًا بحيث لا تكون المناظر الطبيعية المختلفة تمامًا بجوار بعضها البعض. شجع تيم ستامبر، الذي تحدث مع نينتندو أمريكا كل ليلة، الفريق «على الذهاب إلى أقصى الحدود من حيث المصطلحات من المرئيات»؛ ذكر ستيف مايلز أن ستامبر أخبر الفريق أنه يريد أن تظل اللعبة جيدة لمدة عقدين من الزمن في المستقبل. أضاف جان أنه بالإضافة إلى دفع ستامبر، كان الفريق أيضًا تحت ضغط كبير لإنهاء المباراة في الوقت المناسب لعيد الشكر بسبب منافسة نينتندو مع سيجا.
بعد أسابيع قليلة من التطوير، قدمت راير، في الوقت الذي حدد فيه الفريق كيف ستبدو اللعبة، عرضًا تجريبيًا لنينتندو في اليابان. كان من بين جمهور راير مياموتو، ومبدع غيم بوي غانبي يوكوي، ورئيس نينتندو المستقبلي جينيو تاكيدا. وفقًا لغريغ مايلز، أعجبت نينتندو، على الرغم من أن يوكوي قال إنه كان قلقًا من أن اللعبة كانت «ثلاثية الأبعاد جدًا» بحيث لا يمكن لعبها. وعزا مايلز ذلك إلى الصدمة التي شعرت بها يوكوي برؤية مثل هذه الرسومات المتقدمة.

### الصوت
قام ديفيد وايز بتأليف معظم الموسيقى التصويرية بدأ وايز في التأليف كموسيقي مستقل. افترض في الأصل أنه ستستبدل موسيقاه بمؤلفات كوجي كوندو، مؤلف موسيقى سوبر ماريو، لأنه أدرك أهمية ترخيص دونكي كونغ لشركة نينتندو. طلبت راير من وايز تسجيل ثلاث نغمات تجريبية في الغابة دُمِجَت لتصبح «دي كيه آيلاند سوينغ»، مسار المستوى الأول. قال وايز: «أعتقد أن أحدهم اعتقد أن الموسيقى مناسبة، فقد عرضوا علي وظيفة بدوام كامل في راير». خصص راير 32 كيلو بت لوايز. قبل التأليف، عُرِضَت الرسوم على وايز وأعطته فرصة للعب بالمستوى الذي ستظهر به، مما منحه إحساسًا بالموسيقى التي سيؤلفها. ثم اختار وايز عينات وقام بتحسين الموسيقى للعمل على سوبر نينتندو.
تتميز دونكي كونغ كانتري بموسيقى الغلاف الجوي التي تمزج الأصوات البيئية الطبيعية مع المرافقات اللحنية والإيقاعية البارزة. تحاول الموسيقى التصويرية بأسلوب السوينغ في الأربعينيات من القرن الماضي يحاول استحضار البيئات وتتضمن موسيقى من مستويات تقع في الأدغال المستوحاة من إفريقيا، والكهوف، والشعاب المحيطية، والمناظر الطبيعية المجمدة، والمصانع الصناعية. استشهد وايز بموسيقى كوندو لألعاب سوبر ماريو وذا ليجند أوف زيلدا، وموسيقى تيم وجيف فولين للعبة بلوك (1993)، والموسيقى التصويرية لأفلام سنثسيزر التي صدرت في الثمانينيات والتسعينيات من القرن الماضي وموسيقى الروك والرقص، وتجربته مع الآلات النحاسية كمؤثرات. أراد وايز تقليد صوت آلة النطق كورغ وايفيستيشن. كان لديه في الأصل «كل هذه الرؤى الجامحة لكونه قادرًا على أخذ عينات من كل شيء تقريبًا»، لكنه لم يستطع بسبب قيود الذاكرة. عمل وايز بشكل منفصل عن البقية من الفريق في حظيرة ماشية سابقة، زارها من حين لآخر تيم ستامبر.
نظرًا لأن دونكي كونغ كانتري تتميز برسومات متقدمة مسبقًا، أراد وايز دفع الحدود من حيث الصوت لإنشاء موسيقى «مثيرة للإعجاب بنفس القدر» والاستفادة القصوى من المساحة الصغيرة التي كان يعمل بها. أراد أن يبرز الصوت عن ألعاب سوبر نينتندو الأخرى، مثل المرئيات. «أكواتيك أمبينس»، الموسيقى التي تُشَغَّل في المستويات تحت الماء، استغرقت خمسة أسابيع لإنشائها وكانت نتيجة جهود وايز لإنشاء «تسلسل الموجي» على سوبر نينتندو باستخدام وايفيستيشن الخاص به. ألّف الحكيم «أكواتيك أمبينس» بعد أن أدرك أنه يمكنه استخدام وايفيستيشن، واعتبر المسار المفضل لديه في اللعبة وأكبر إنجاز تقني له فيما يتعلق بالصوت. تأثرت «حفلة كايف دويلر كونكريت» البسيطة، والتي لا تحتوي إلا على الماريمبا، والطبول، وسنثسيزر، بستامبر، الذي أراد أن يكون المسار مجرّدًا ويعكس الشعور بعدم اليقين المرتبط باستكشاف الكهوف المظلمة. كان ستامبر أيضًا القوة الدافعة وراء دمج المؤثرات الصوتية في الموسيقى، حيث أراد أن يلعبوا في المستويات ولكنه كان مقيدًا بمعدات سوبر نينتندو. «دي كيه آيلاند سوينغ» مستوحاة من موسيقى الغابة والموسيقى الاستوائية التي كان وايز يستمع إليها، بينما تأثر موضوع ك. روول بشدة بعمل أيرون ميدن. موضوع شاشة العنوان، أُضِيفَ إلى نهاية التطوير، عبارة عن ريمكس لموسيقى دونكي كونغ الأصلية من نينتندو وقد كُتِبَ لتوضيح كيفية تطور دونكي كونغ منذ بدايته.
ساعد تأليف دونكي كونغ كانتري وايز على تأسيس أسلوبه الموسيقي. لاحظ وايز أنه عندما قام بتأليف موسيقى ألعاب الفيديو في الثمانينيات، كان مقيدًا بالقيود التكنولوجية الخاصة بنينتندو إنترتينمنت سيستم. عندما سمع مؤلفي نينتندو يؤلفون موسيقى حولهم، شجعه ذلك على العودة والتنقيح. ساعدته هذه القيود على فهم أهمية القنوات الصوتية لوحدة التحكم وتغيير أساليب تكوينه بناءً عليها، والتي لعبت دورًا في دونكي كونغ كانتري. واجه وايز العديد من التحديات بسبب القيود التكنولوجية لسوبر نينتندو، مثل كونها غير قادر على استخدام لوحة المفاتيح مباشرة. على هذا النحو، قام وايز بتأليف مسار «تقريبي» باستخدام لوحة المفاتيح قبل نسخ المسار بالنظام السداسي العشري لإدخاله في ميدي. كان على وايز الحفاظ على تناسق الموسيقى عبر القنوات الصوتية الثمانية لسوبر نينتندو، مشيرًا إلى أنه إذا كان هناك «دقيقتان من الموسيقى على إحدى هذه القنوات، فيجب أن تكون هناك دقيقتان بالضبط على القنوات السبع الأخرى». وأشار وايز إلى أن هذه كانت عملية صعبة وتستغرق وقتًا طويلاً. ومع ذلك، كان الأمر أسهل من التأليف لنينتندو إنترتينمنت سيستم نظرًا للعدد الأكبر من القنوات الصوتية. لاحظ وايز أنه من المحتمل أنه كان من المستحيل إنشاء الموسيقى التصويرية إذا كانت راير تطور على ميجا درايف، والذي كان يحتوي على إف إم أقل شأنا بشريحة الصوت.
بالإضافة إلى ذلك، ساهمت إيفلين فيشر بسبعة مسارات، كانت فيشر أقل خبرة من وايز، الذي ساعدها في تعليمها أثناء عملهما معًا. حاولت «إعطاء إحساس بالمكان الذي كنت فيه [و] الإحساس بالزخم الذي تحتاجه» من خلال مؤلفاتها، التي شعرت أنها أكثر روعة من أعمال وايز. كُتِبَ موضوع فانكي كونغ في الأصل بواسطة روبن بينلاند لفيديو تقدم داخلي حول لعبة راير أخرى، كيلر إنستينكت (1994). قررت نينتندو استخدام المسار في مقطع دعائي لدونكي كونغ كانتري؛ أحب تيم ستامبر المسار وأراد تضمينه في اللعبة نفسها، لذلك تبناه وايز. وفي الوقت نفسه، وفِرَت مقاطع صوتية للشخصية من قبل العديد من موظفين راير. جاءت أصوات قضم بصوت عالي التي يصدرها عدو كلابتراب من فنان كان يقطع أسنانه باستمرار أثناء عمله، بينما قدم مارك بيترريدج مقاطع صوت الكونغز القابلة للتشغيل، بينما أعرب ساذرلاند عن كريملينغز. أثناء زيارات إلى حديقة حيوان تويكروس، حاول وايز سجل أصوات الحيوانات الحقيقية لإدراجها، لكنها أثبتت أنها هادئة جدًا بحيث لا يمكن التقاطها بواسطة ميكروفونه.
صدر قرص مضغوط ترويجي للموسيقى التصويرية، دي كيه جامز، عبر وسائل الإعلام وتجار التجزئة في نوفمبر 1994، مع إصدار مستقل في عام 1995. كانت واحدة من أقدم ألبومات الموسيقى التصويرية لألعاب الفيديو التي صدرت في الولايات المتحدة.

## الإصدار
نشرت نينتندو دونكي كونغ كانتري لسوبر نينتندو في نوفمبر 1994. صدرت اللعبة أولاً في بريطانيا في 18 نوفمبر، ثم في أمريكا الشمالية في 21 نوفمبر، ثم في أوروبا في 24 نوفمبر، ثم في اليابان في 26 نوفمبر. في اليابان، صدرت اللعبة تحت عنوان سوبر دونكي كونغ. وفقًا لراير، صدرت اللعبة قبل أسبوعين من الموعد المحدد. صدرت دونكي كونغ كانتري في نفس الوقت تقريبًا مع لعبة سيجا سونيك أند ناكلز التي صدرت على ميجا درايف، منافس سوبر نينتندو. وصفت صحيفة لوس أنجلوس تايمز الإصدارات المتزامنة بأنها «معركة» حيث أعلن كلاهما عن التقدم التكنولوجي الثوري (تقنية القفل لسونيك أند ناكلز والرسومات ثلاثية الأبعاد لدونكي كونغ كانتري).

### التسويق
كشف رئيس مجلس إدارة شركة نينتندو أمريكا هوارد لينكولن عن دونكي كونغ كانتري في معرض الإلكترونيات الاستهلاكية في شيكاغو، والذي استمر من 23 إلى 25 يونيو 1994. وفقًا لبايليس، قضت راير حوالي شهر في التحضير للكشف. كشف النقاب عن تسلسلات مختلفة لأسلوب اللعب ولم يكشف عن أن دونكي كونغ كانتري كانت إحدى ألعاب سوبر نينتندو حتى نهاية العرض التقديمي، مما أدى إلى خداع الجمهور للاعتقاد بأنه من المفترض أن يكون لمشغل نينتندو 64 القادم في ذلك الوقت من نينتندو. اعتبر ستيف مايلز الصدمة التي شعر بها الجمهور بعد أن علم أنه سيطلقها لسوبر نينتندو «أكثر اللحظات فخراً في مسيرتي في صناعة الألعاب». دُعِّمَت دونكي كونغ كانتري بحملة تسويقية كبيرة بشكل استثنائي. وفقًا لصحيفة لوس أنجلوس تايمز، أنفقت نينتندو 16 مليون دولار على تسويق دونكي كونغ كانتري في أمريكا وحدها؛ في ذلك الوقت، كان متوسط ميزانية إصدارات الألعاب المهمة أقل بكثير من 5 ملايين دولار. كان أيضًا أحد الألعاب الرئيسية في حملة بلاي إت لاود! التسويقية من نينتندو.

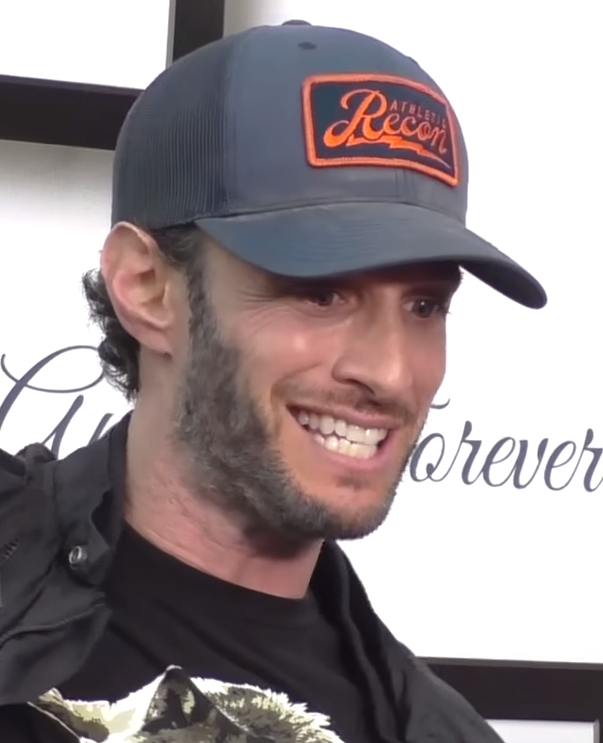
الممثل الكوميدي جوش وولف الذي استضاف دونكي كونغ كانتري: إكسبوزد للترويج عن في إتش إس

أرسلت نينتنو شريط في إتش إس للترويج، دونكي كونغ كانتري: إكسبوزد، إلى المشتركين في مجلة نينتندو باور. يقدم برنامج إكسبوزد، الذي يستضيفه الممثل الكوميدي جوش وولف، لمحة «من وراء الكواليس» عن تريهاوس، قسم نينتندو أمريكا حيث تُختَبَر الألعاب. كتب جاستن بيروب من نينتندو ورلد ريبورت أن إكسبوزد كانت «على الأرجح المرة الأولى التي يتعلم فيها معظم الأشخاص خارج نينتندو عن [تريهاوس]» و«سمح للاعبين بمشاهدة لعبة أثناء العمل في المنزل قبل إصدارها... الألعاب القادمة لم تعد مقتصرة على المجلات». يعرض برنامج إكسبوزد أيضًا نصائح حول أسلوب اللعب ومقابلات. يختتم المقطع بتذكير المشاهدين بأن اللعبة متاحة فقط على سوبر نينتندو ف16 بت، وليس على مشغلات 32 بت وسي دي-روم منافسة (مثل ميجا سي دي و32إكس) التي تتميز بقوة معالجة فائقة.
في أكتوبر 1994، أقامت نينتندو أمريكا حملة ترويجية عبر الإنترنت من خلال خدمة الإنترنت كومبوسيرف. تضمنت الحملة عينات فيديو قابلة للتنزيل من اللعبة، ومسابقة تريفيا شارك فيها 800 شخص، ومؤتمر محادثة عبر الإنترنت لمدة ساعة حضره 80 شخصًا، حيث أجاب لينكولن، والرئيس مينورو أراكاوا ونائب رئيس التسويق بيتر مين على الأسئلة. يمثل عرض نينتندو كومبوسيرف الترويجي مثالًا مبكرًا على شركة ألعاب فيديو كبرى تستخدم الإنترنت للترويج لمنتجاتها. كما دخلت نينتندو أمريكا أيضًا في شراكة مع كلوقز في حملة ترويجية حيث ظهر تغليف حبوب الإفطار من كلوقز بفن شخصية دونكي كونغ كانتري وأعلن عن التبرع بالجائزة. استمرت الحملة من إطلاق اللعبة في نوفمبر 1994 حتى أبريل 1995.
وصف ديفيد ديرينزو، الذي يكتب لهاردكور غيمينغ 101، عرض نينتندو دونكي كونغ كانتري بأنه «حملة تسويقية خاطفة»: "لقد كان في كل مكان. لا يمكنك الهروب منه. كان على غلاف كل مجلة. كان على شاشات ضخمة وفرضية وسرادق في وول مارت وغيم ستوب... بالنسبة لأطفال تلك الحقبة، بدا يوم 20 نوفمبر وكأنه عشية ثورة ". أدى التركيز على المرئيات التي تقدمها شركة دونكي كونغ كانتري إلى بناء ترقب للإصدار. ساهم شريط في إتش إس المكشوف أيضًا بشكل كبير في الضجيج وستكرر نينتندو الاستراتيجية مع الإصدارات المستقبلية مثل ستار فوكس 64 (1997) توقعت نينتندو بيع ما يقرب من مليوني وحدة دونكي كونغ كانتري في شهر واحد؛ أقر ماين بأن هذا كان توقعًا غير مسبوق، لكنه قال «إنه يستند إلى ردود الفعل غير الرسمية التي تلقيناها من لاعبي الألعاب وتجار التجزئة. إنه شيء لم يروا ما يكفي منه، من حيث المكونات الخارقة، وهو ما يؤدي إلى تقدم الولاية من اللعب والمرئيات والصوت».

### التأثير

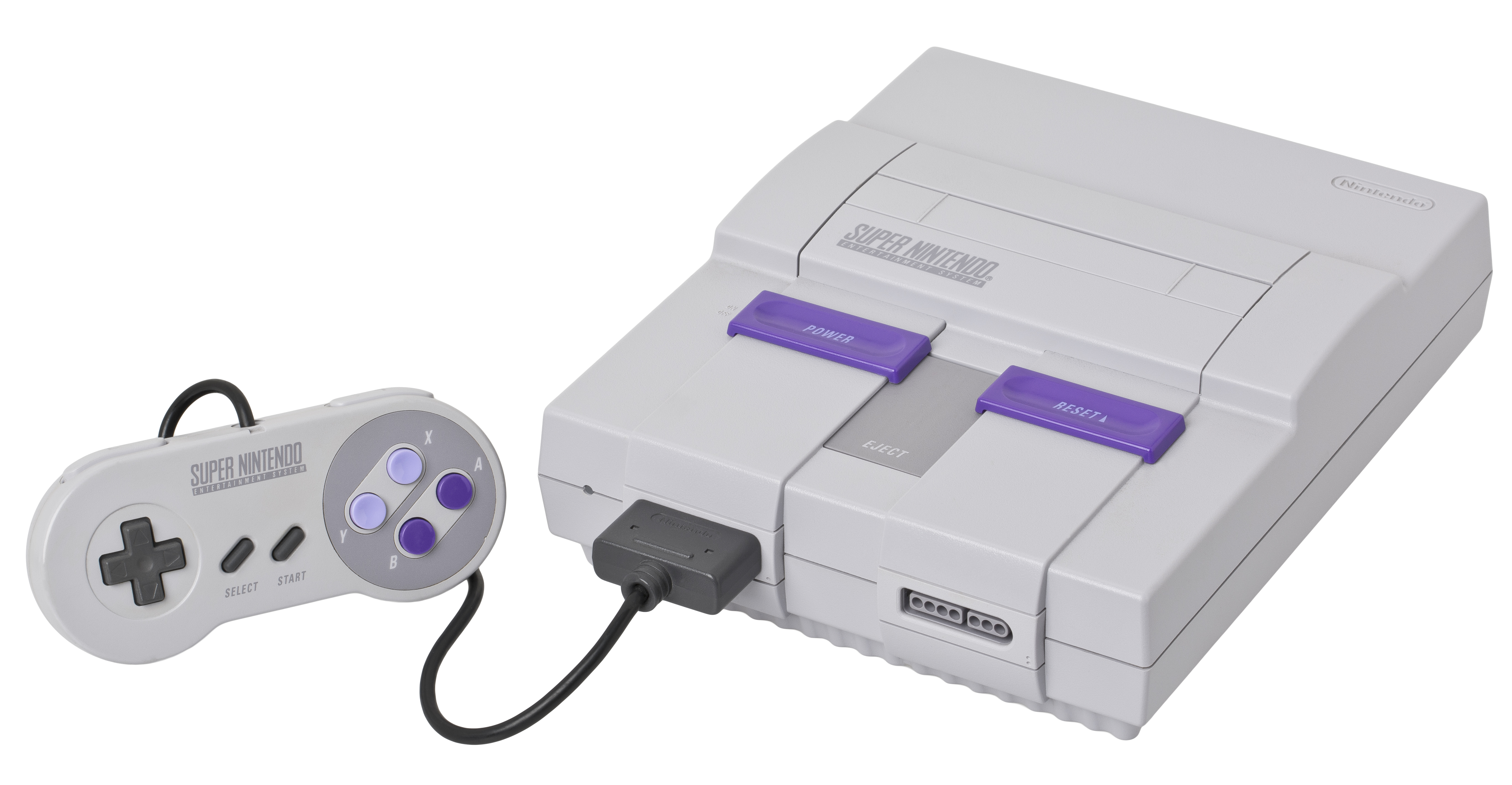
تعتبر لعبة دونكي كونغ كانتري عاملةً رئيسيةً في الحفاظ على ارتفاع مبيعات مشغل سوبر نينتندو إنترتينمنت سيستم (في الصورة) في وقت متأخر من فترة حياته.

### إعادة الإصدار

نسخ مختلفة من دونكي كونغ كانتري: نسخة سوبر نينتندو الأصلية (أعلى اليسار)، ونسخة غيم بوي كولر (أعلى اليمين)، ونسخة غيم بوي أدفانس (أسفل)

## التقييم
| نتائج المراجعة نشرة نقاط غيم بوي أدفانس غيم بوي كولر سوبر نينتندو أول غيم غ/م كمبيوتر آند فيديو غيمز غ/م غ/م 90/100 [ 54 ] إلكترونك غيمينغ مونثلي غ/م غ/م 9.25/10 يورو غيمر 8/10 غ/م غ/م فاميتسو غ/م غ/م 31/40 [ 55 ] غيمفان غ/م غ/م 100/100 [ 56 ] غيم برو غ/م غ/م 4.875/5 [ ب ] غيم سبوت 7.7/10 9.1/10 غ/م غيم سباي 65/100 غ/م غ/م غيم زون 8.8/10 غ/م غ/م آي جي إن 8/10 9/10 8.5/10 جو فيديو غ/م غ/م 9/10 ميغا فن غ/م غ/م 92% [ 58 ] نيكست جينرايشن غ/م غ/م نينتندو لايف غ/م غ/م 9/10 نينتندو باور غ/م 8.3/10 4.5/5 [ ج ] نينتندو ورلد ريبورت 8/10 غ/م غ/م مجلة نينتندو الرسمية غ/م غ/م 97/100 [ 60 ] توتال! غ/م غ/م 97/100 يو إس غيمر غ/م غ/م 9/10 فيديو غيمز (DE) غ/م غ/م 95% أكتوالر سوفتوير ماركت غ/م غ/م 10/10 سوبر بلاي غ/م غ/م 90% إنترتينمنت ويكلي غ/م غ/م +A توب سيكريت غ/م غ/م كيوبد3 غ/م غ/م 9/10 نينتندوجو غ/م غ/م 9.8/10 الدرجات الإجمالية غيم رانكينغز 79% 90% 98% ميتاكريتيك 78/100 غ/م غ/م |                |              |              |
| نتائج المراجعة |                |              |              |
| نشرة | نقاط           | نقاط         | نقاط         |
| نشرة | غيم بوي أدفانس | غيم بوي كولر | سوبر نينتندو |
| أول غيم | 3.5/5 stars    | غ/م          | 4.5/5 stars  |
| كمبيوتر آند فيديو غيمز | غ/م            | غ/م          | 90/100       |
| إلكترونك غيمينغ مونثلي | غ/م            | غ/م          | 9.25/10      |
| يورو غيمر | 8/10           | غ/م          | غ/م          |
| فاميتسو | غ/م            | غ/م          | 31/40        |
| غيمفان | غ/م            | غ/م          | 100/100      |
| غيم برو | غ/م            | غ/م          | 4.875/5      |
| غيم سبوت | 7.7/10         | 9.1/10       | غ/م          |
| غيم سباي | 65/100         | غ/م          | غ/م          |
| غيم زون | 8.8/10         | غ/م          | غ/م          |
| آي جي إن | 8/10           | 9/10         | 8.5/10       |
| جو فيديو | غ/م            | غ/م          | 9/10         |
| ميغا فن | غ/م            | غ/م          | 92%          |
| نيكست جينرايشن | غ/م            | غ/م          | 4/5 stars    |
| نينتندو لايف | غ/م            | غ/م          | 9/10         |
| نينتندو باور | غ/م            | 8.3/10       | 4.5/5        |
| نينتندو ورلد ريبورت | 8/10           | غ/م          | غ/م          |
| مجلة نينتندو الرسمية | غ/م            | غ/م          | 97/100       |
| توتال! | غ/م            | غ/م          | 97/100       |
| يو إس غيمر | غ/م            | غ/م          | 9/10         |
| فيديو غيمز (DE) | غ/م            | غ/م          | 95%          |
| أكتوالر سوفتوير ماركت | غ/م            | غ/م          | 10/10        |
| سوبر بلاي | غ/م            | غ/م          | 90%          |
| إنترتينمنت ويكلي | غ/م            | غ/م          | +A           |
| توب سيكريت | غ/م            | غ/م          | 5/5 stars    |
| كيوبد3 | غ/م            | غ/م          | 9/10         |
| نينتندوجو | غ/م            | غ/م          | 9.8/10       |
| الدرجات الإجمالية |                |              |              |
| غيم رانكينغز | 79%            | 90%          | 98%          |
| ميتاكريتيك | 78/100         | غ/م          | غ/م          |